# Magyarország és Észtország kapcsolatai
Magyarország és Észtország kapcsolatai barátiak. Mindkét ország az Európai Unió tagja, és NATO-szövetségesek is. A diplomáciai kapcsolatok száz éves múltra tekintenek vissza: Magyarország a világon tizedikként, 1921. február 24-én (szimbolikusan az észt függetlenség kikiáltásának harmadik évfordulóján) ismerte el a független Észt Köztársaságot. Amikor Észtország 1991. augusztus 20-án helyreállította függetlenségét és kivált a Szovjetunióból, Magyarország ismét az elsők között ismerte el az önálló Észtországot. A két nép közötti kapcsolatot erősíti a finnugor nyelvrokonság is.

## Történelmi áttekintés
A két ország történelmi kapcsolatai a 16. századra nyúlnak vissza. Báthory István erdélyi fejedelem és lengyel király 1582-től 1588-ig a modern Észtország területét is magába foglaló Livónia nagyhercege is volt. Ebben a minőségében Báthory adott városi rangot a mai lett-észt határon fekvő Valgának, és ő alapította meg a tartui jezsuita kollégiumot a mai Tartui Egyetem elődjét.
A 19. században mindkét országban felébredt az érdeklődés a finnugor nyelvrokonság – és ennek kapcsán a finnugor rokonnépek – iránt. Ennek nyomán Észtországba utazott Reguly Antal és Hunfalvy Pál. Hunfalvy látogatásáról 1871-ben könyvet jelentetett meg. Vikár Béla 1870-ben magyarra fordított egy részletet a Kalevipoegből, az észt nemzeti eposzból. Észt oldalról Magyarországgal foglalkozott Mihkel Veske és Karl August Hermann a 19. században, a 20. században pedig Villem Ernits és Julius Mark.
Az első világháború végén felbomlott az Orosz Birodalom és az Osztrák–Magyar Monarchia is. Ennek nyomán mindkét ország önálló, független állammá vált. A két ország viszonylag rövid idő után elismerte egymást, és diplomáciai kapcsolatot létesített. Fejlődtek a kulturális kapcsolatok is. 1921-ben a Tartui Egyetemen magyar lektorátus létesült, amelynek első lektora Virányi Elemér, a magyarországi Észt-Finn Társaság elnöke lett. Őt később Györke József és Fazekas Jenő követte ebben a pozícióban, míg Budapesten Felix Oinas lett az észt lektor az 1930-as években.

## Diplomáciai kapcsolatok
1921 januárjában Jungerth Mihály vezetésével magyar küldöttség érkezett Észtországba. A delegáció eredeti feladata az volt, hogy a magyar hadifoglyok hazaszállításáról tárgyaljon, de idővel általános diplomáciai feladatokat is ellátott, és 1923-ban diplomáciai képviseletté alakult át. Jungerth lett az első magyar nagykövet Észtországban. 1923-tól 1928-ig látta el a Magyar Királyság képviseletét Tallinnban. Erről a székhelyről Finnországban, Lettországban és Litvániában is képviselte Magyarországot. 1928-ban aztán Helsinkiben helyezték át a magyar nagykövetséget. Mindeközben 1922 és 1927 között Magyarország Ferdinand Virro gyáriparos személyében tiszteletbeki konzult is tartott Észtországban.
Észtország 1921-től Berlini követével, Karl Meninggel képviseltette magát Magyarországon is. A későbbi években a varsói, helsinki és római észt követ kapott magyarországi akkreditációt, mígnem 1935-ben észt képviselet nyílt Budapesten. Ezt a magyarul jól beszélő Richard Jöffert vezette ideiglenes ügyvivőként. 1939 őszén nevezték ki az első, állandó budapesti székhelyű észt követet, Johannes Markust. Ő Észtország 1940-es szovjet megszállásáig képviselte hazáját Magyarországon.Miután a Szovjetunió annektálta Észtországot, a két ország kapcsolatában ötvenéves hiátus keletkezett. Magyarország és Észtország pusztán a szovjet diplomácián keresztül tartott kapcsolatot.
Az 1940-ben megszakadt diplomáciai kapcsolatot csak 1991. szeptember 2-án állították helyre, amikor Lennart Meri észt és Jeszenszky Géza magyar külügyminiszter Budapesten aláírta a diplomáciai kapcsolatok újrafelvételéről szóló jegyzőkönyvet. Magyarország még abban az évben nagykövetet akkreditált Észtországba Jávorszky Béla személyében, aki helsinki székhellyel képviselte Magyarországot. A következő évben Jeszenszky Tallinnba látogatott, ahol aláírták a két ország alapszerződését, és megállapodtak a vízumkényszer eltörlésében is. 1995-ben Észtország is nagykövetet akkreditált Budapestre, Toivo Tasa személyében, aki bécsi székhellyel képviselte hazáját. 1999-ben azután megnyílt a magyar nagykövetség Tallinnban és az észt nagykövetség Budapesten is.

## Katonai kapcsolatok
Magyarország és Észtország NATO-szövetségesek. Magyarország részt vesz az Észtország, Lettország és Litvánia légterét őrző baltikumi légi rendészet nevű NATO-együttműködésben. Ennek keretében a részt vevő tagállamok négyhónapos ciklusokban négy-négy vadászrepülőgépet állomásoztatnak a térségben, tekintve, hogy a három balti országnak nincs számottevő légiereje. A Magyar Légierő 2015-ben és 2019-ben is ellátta ezt a feladatot.